# Günther Reichold
Günther Reichold (* 10. Juni 1965 in Hochstahl) ist ein ehemaliger deutscher Fußballtorwart und Torwarttrainer.

## Karriere
Reichold begann seine Karriere beim ASV Aufseß, wo er 1983 in die Herrenmannschaft rückte und bis 1987 in der A- und B-Klasse Erlangen/Forchheim im Tor stand. 1987 wechselte er zum Bayernligisten TSV Vestenbergsgreuth, mit dem er sich 1994 als Stammtorhüter für die wiedereingeführte Regionalliga qualifizierte. 1996 trat die Fußballabteilung des TSV Vestenbergsgreuth der SpVgg Fürth bei. Reichold war einer von sieben Akteuren aus der Vestenbergsgreuther Mannschaft, die 1996/97 im Regionalliga-Kader des in SpVgg Greuther Fürth umbenannten Vereins standen. Armin Veh führte die Mannschaft auf den zweiten Platz und damit zum Aufstieg in die 2. Bundesliga. Erst nach dem Aufstieg war er auch bei den „Kleeblättern“ Stammtorwart. Bis 2003 war er Torwart des Zweitligisten und war anschließend bis 2013 Torwarttrainer der Mannschaft.

### Statistik
| Liga             | Spiele (Tore) |
| ---------------- | ------------- |
| 2. Bundesliga    | 157 (0)       |
| Regionalliga Süd | 062 (0)       |
| Oberliga Bayern  | 171 (0)       |
| Wettbewerb       |               |
| DFB-Pokal        | 009 (0)       |

## Nach dem Profifußball
In der Gegenwart arbeitet der ehemalige Torhüter im Kreislauf-Kaufhaus Höchstadt, das zu den sozialen Betrieben der Laufer Mühle gehört. Reichold kümmert sich als Bereichsleiter unter anderem um suchtkranke Menschen, die beim Wiedereinstieg in den Arbeitsmarkt unterstützt werden. Er trainiert dabei auch das Fußballteam der Laufer Mühle.